# أكاذيب بريئة
أكاذيب بريئة (بالإنجليزية: Innocent Lies)‏ هو فيلم إثارة تم إنتاجه في فرنسا والمملكة المتحدة وصدر في سنة 1995. الفيلم من كتابة أجاثا كريستي. من بطولة ستيفن دورف وغابرييل أنور وجوانا لوملي.

## وصلات خارجية
- أكاذيب بريئة على موقع IMDb (الإنجليزية)
- أكاذيب بريئة على موقع روتن توميتوز (الإنجليزية)
- أكاذيب بريئة على موقع نتفليكس (الإنجليزية)
- أكاذيب بريئة على موقع ألو سيني (الفرنسية)
- أكاذيب بريئة على موقع Turner Classic Movies (الإنجليزية)
- أكاذيب بريئة على موقع أول موفي (الإنجليزية)
- أكاذيب بريئة على موقع فيلمافينيتي (الإسبانية)
- أكاذيب بريئة على موقع قاعدة بيانات الأفلام السويدية (السويدية)
- أكاذيب بريئة على موقع قاعدة بيانات الفيلم (الإنجليزية)
- أكاذيب بريئة على موقع ليتربوكسد (الإنجليزية)